# Гарсия, Хосе (футболист, 2000)
Хосе Омар Гарсия Марин (исп. José Omar García Marín; родился 28 февраля 2000 года, Куямель, Омоа, Гондурас) — гондурасский футболист, вратарь. Наиболее известен как голкипер, которому Эрлинг Холанн забил 9 голов в одном матче.

## Клубная карьера
Уроженец маленькой деревни Куямель в муниципалитете Омоа. В футбол начинал играть как нападающий, но критиковался за низкую результативность, из-за чего сменил позицию и стал вратарём. Подобным образом вратарём стал Ноэль Вальядарес, поэтому СМИ сравнивали двух игроков. Профессиональную карьеру начал в клубе «Реал Эспанья» из Сан-Педро-Сула. Летом 2020 года на правах аренды перешёл в «Гондурас Прогресо». Единственный матч сыграл 26 октября 2020 года против «Виды», пропустив четыре мяча. Позже перешёл в клуб на полноценной основе, но так и не пробился в основу, а в 2023 году присоединился к «Реал Сосьедаду» из Токоа. В том же году покинул команду в статусе свободного агента.

## Карьера в сборной
В составе молодёжной сборной отправился на чемпионат КОНКАКАФ 2018. Дебютировал 3 ноября во втором матче группового этапа против сборной Синт-Мартена, сохранив свои ворота в неприкосновенности. На том турнире сыграл ещё одну игру, оформив второй «сухарь» в матче против сборной Белиза. По итогам чемпионата гондурасцы вышли в квалификационный этап, где заняли второе место в группе со сборными США и Коста-Рики и получили путёвки на мундиаль в Польшу. Гарсия также принял участие в чемпионате мира, где был основным вратарём своей сборной. За три матча группового этапа пропустил в сумме 19 голов.
Особенной вышла последняя игра в группе против сборной Норвегии. Тогда гондурасцы проиграли со счётом 0:12, что стало самым крупным разгромом в истории мужских турниров сборных под эгидой ФИФА, а Эрлинг Холанн забил 9 голов, оформив единственный в истории международных турниров сборных тройной хет-трик. Один из мячей он забил с пенальти, который привёз Гарсия. В двух других матчах норвежцы потерпели поражение, из-за чего не смогли выйти в плей-офф, а сам Эрлинг не забил ни одного мяча, но тройной хет-трик позволил стать ему лучшим бомбардиром турнира. Тот матч стал главным в карьере Гарсии: в 2024 году, находясь без клуба год, он появился в рекламе мобильной игры Clash of Clans; реклама была посвящена добавлению в игру скина норвежского нападающего. В ролике гондурасец сказал: «Я почти пять лет хотел отомстить Холанну. И теперь с Clash of Clans у меня есть шанс».